# شانون (ایرلند)
شانون (به لاتین: Shannon) یک منطقهٔ مسکونی در جمهوری ایرلند است که در North-West واقع شده‌است. شانون ۹٬۷۲۹ نفر جمعیت دارد.